# Jelena Grubišić
Jelena Grubišić (Zagreb, 20 de enero de 1987, en su idioma natal Јелена Грубишиќ) es una exjugadora de balonmano croata, portera en su último club del CSM Bucarest y exmiembro de la selección croata, además de miembro del Salón de la Fama de la EHF.

## Trayectoria
Comenzó su carrera en el Lokomotiva Zagreb y luego jugó para el Krim esloveno y el Győr Audi ETO húngaro, antes de llegar al CSM Bucarest en 2015. Con el club rumano ganó la Liga de Campeones de la EHF en la temporada 2015-2016, donde también fue nombrada mejor jugadora de balonmano en la final a cuatro en Budapest.

### Clubes
- 2002–2009: Lokomotiva Zagreb
- 2009–2014: Krim Ljubljana
- 2014–2015: Győri ETO KC
- 2015–2022: CSM București

### Selección
Con la selección croata participó en la Copa del Mundo de 2011 en Brasil y en los Juegos Olímpicos de Verano de 2012 en Londres.

## Títulos y galardones

### Clubes
- 1 x Liga de Campeones de la EHF (2015/16)
- 1 x Liga de Croacia (2004)
- 2 x Copa de Croacia (2005, 2007)
- 5 x Liga de Eslovenia (2010, 2011, 2012, 2013, 2014)
- 5 x Copa de Eslovenia (2010, 2011, 2012, 2013, 2014)
- 1 x Liga de Hungría (2015)
- 1 x Copa de Hungría (2015)
- 3 x Liga de Rumanía (2016, 2017, 2018)
- 3 x Copa de Rumanía (2016, 2017, 2018)
- 2 x Supercopa de Rumanía (2016, 2017)

### Premios individuales
- Jugador más valioso (MVP) de la final Four de la EHF Champions League (2015-2016)
- Jugador de balonmano croata del año (2016)[2]
- Jugador de balonmano del año de Yugoslavia según Balkan-Handball.com: 2016[3]
- Mejor portera de la Liga Rumana (2021)
- Ciudadana de Honor de Bucarest (2016)[4]